# Ctenoplusia euchroa
Ctenoplusia euchroa är en fjärilsart som beskrevs av George Francis Hampson 1918. Ctenoplusia euchroa ingår i släktet Ctenoplusia och familjen nattflyn. Inga underarter finns listade i Catalogue of Life.